# Шушляпино
Шушляпино — деревня в Карловском сельском поселении Колпнянского района Орловской области.

## География
Шушляпино находится в пределах центральной части Среднерусской возвышенности, в юго-восточной части области, в центральной части района, на северной окраине пгт Копны.
Расстояние до районного центра: пгт Колпна – 3 км, до областного центра – города Орла – 106 км, до Курск – 76 км, до столицы России –  Москвы – 393 км.
Климат
Климат умеренно континентальный; средняя температура января −8,5 °C, средняя температура июля +18,5 °C. Среднегодовая температура воздуха составляет +4,6 °C. Абсолютный минимум температуры воздуха составляет −38 °C, а абсолютный максимум +37 °C. Годовое количество осадков 500—550 мм, в среднем 515 мм. Количество поступающей солнечной радиации составляет 91-92 ккал/см².
Часовой пояс
деревня Шушляпино, как и вся Орловская область, находится в часовой зоне МСК (московское время). Смещение применяемого времени относительно UTC составляет +3:00.

## Население
| 2002 | 2010 |
| ---- | ---- |
| 104  | ↘79  |

Национальный состав
Согласно результатам переписи 2002 года, в национальной структуре населения русские составляли 95 % от общей численности населения в 104 жителя

## История
Впервые в истории cеление упоминается в конце XVIII века. Исторический источник — "План генерального размежевания Орловской губернии 1795 года", показывает — на правой стороне колпненской речки Сосны деревню Николаевку "с мельницей о двух поставах", на других, более поздних географических картах, на указанном месте значится  деревня Шушляпина.

## Инфраструктура
Личное подсобное хозяйство с зоной сельскохозяйственного использования, индивидуальная застройка усадебного типа. Свыше 30 домов газифицированы: действует АГРС «Шушляпино», откуда идут газопроводы по поселению, их обслуживает Орловский филиал ОАО «Газпромрегионгаз» Колпнянский РЭУ.
Петропавловский храм.

## Транспорт
Шушляпино расположено на автодороге регионального значения «Дросково — Колпны» (идентификационный номер 54 ОП РЗ 54К-11) (Постановление Правительства Орловской области от 19.11.2015 N 501 (ред. от 20.12.2017) «Об утверждении Перечня автомобильных дорог общего пользования регионального и межмуниципального значения Орловской области»), в неё входит автодорога местного значения 54-223 ОП МР 223С-53 «Колпна — Шушляпино».